# Herb Görlitz

Herb Görlitz

Herb Görlitz – herb miejski nadany 29 sierpnia 1433 przez cesarza rzymskiego Zygmunta Luksemburskiego, wyrażający uznanie cesarza za zasługi Görlitz w wojnie husyckiej.
Herb jest dwudzielny w słup: po prawej (heraldycznie) stronie tarczy herbowej w polu złotym ukazany jest dwugłowy orzeł czarny, po lewej (heraldycznie) stronie w czerwonym polu na białej podstawie widnieje srebrny lew z rozdwojonym ogonem, ze złotą koroną, ze złotymi szponami i błękitnym językiem. Lew trzyma w swojej przedniej, prawej łapie, a orzeł w swoim dziobie złotą Koronę Rzeszy, która po połowie znajduje się na złotym i czerwonym polu.
Przywilejem herbowym cesarza Karola V z  2 października 1536 r. zmieniono dotychczasowy herb miasta na  złożony czwórdzielny z tarczą sercową.
W centralnym miejscu została umieszczona tarcza "Domu Austriackiego", w polu czerwonym-srebrny (biały) pas, na tarczy korona cesarska.
W polu górnym prawym (1.) orzeł cesarski, obok w  górnym lewym czeski lew (2.). W dolnych polach powtórzono wizerunki orła (4.) i lwa (3.). 
W 1945 powrócono do herbu dwupolowego z 1433 r.
Na mocy postanowień konferencji poczdamskiej Nysa Łużycka stała się rzeką graniczną, a prawobrzeżna część miasta (Görlitz-Ost) włączona w obszar Polski (obecnie Zgorzelec) przyjęła nowy herb w 1960 r.  